# Edward Wadsworth
Edward Alexander Wadsworth (29. října 1889 – 21. června 1949) byl anglický malíř spjatý s uměleckým hnutím Vorticismus. Rád pracoval s temperou, maloval abstraktní obrazy, portréty, zátiší, rád maloval krajinu mořského pobřeží. Vytvářel i mědirytiny a dřevořezby. V první světové válce se podílel na navrhování tzv. Dazzle camouflage, tedy vytváření oslepujících kamuflážních návrhů pro lodě královského loďstva. Po válce pokračoval v malování obrazů s mořskou tematikou.

## Životopis
Wadsworth se narodil 29. října 1889 v Cleckheatonu v západním Yorkshiru. Vzdělával se na Fettes College v Edinburghu. V letech 1906 a 1907 studoval jako budoucí inženýr na technické univerzitě v Mnichově. Ve volném čase studoval umění na Knirr School. Tato studia ho nakonec přivedla na uměleckou školu Bradford School of Art. Poté získal stipendium na umělecké škole Slade School of Art v Londýně. Mezi jeho spolužáky byli Stanley Spencer, Christopher R. W. Nevinson, Mark Gertler, Dora de Houghton Carrington a David Bomberg.

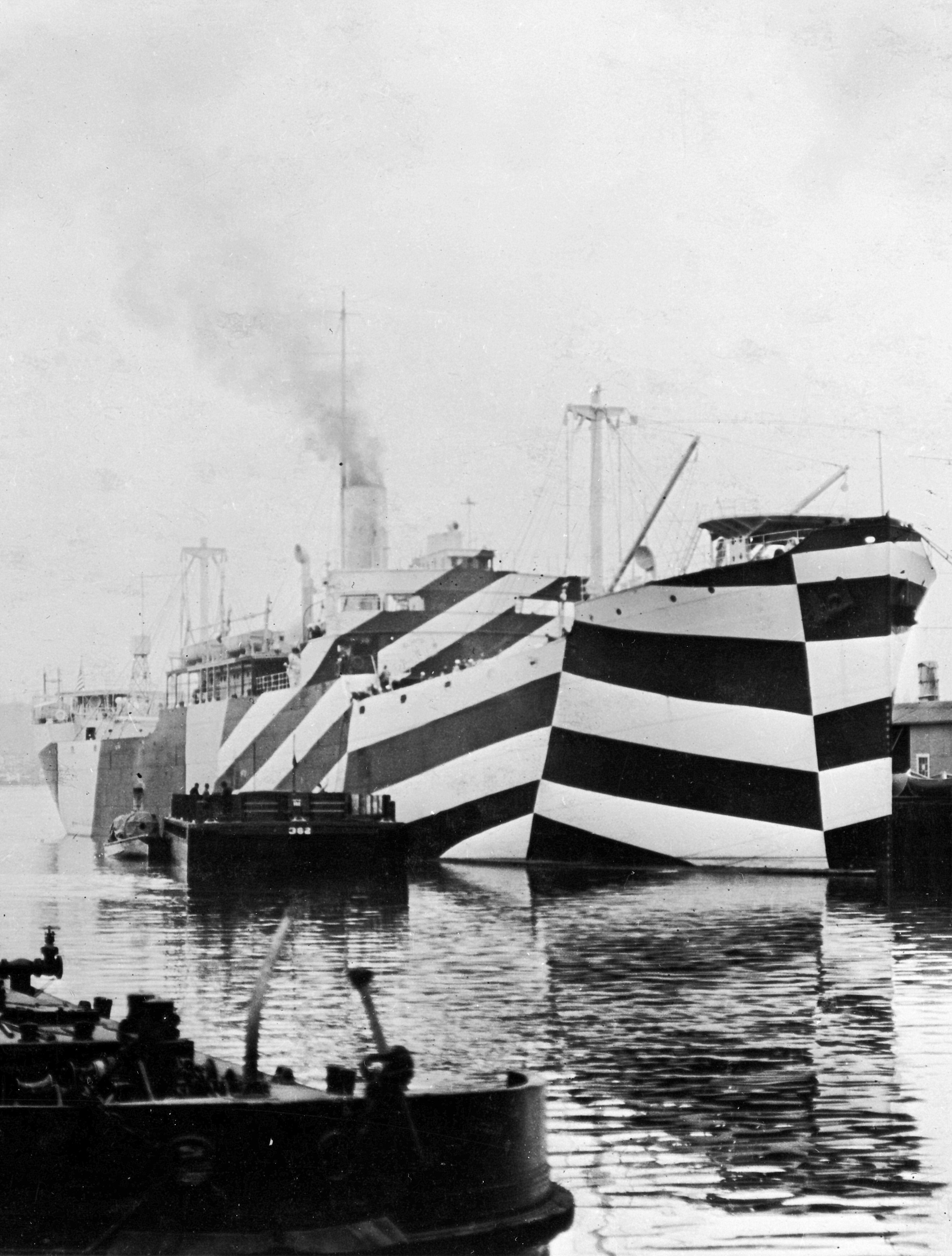
Fotografie lodí v přístavu, kolem listopadu 1918. Maskování Dazzle velmi narušuje zdánlivý aspekt oblouku. Foto ze sbírky Bureau of Ships v americkém národním archivu

## Kariéra
Wadsworthovy obrazy byly zařazeny do druhé výstavy post-impresionismu Rogera Frye v Grafton Galleries v Londýně v roce 1912. Krátce poté se Wadsworth seznámil s Wyndhamem Lewisem. Stali se přáteli. Wadsworth poté opustil Rogera Frye a začal vystavovat některé své futuristické malby na The Futurist Exhibitions v Doré Gallery. Přestože byl členem výboru, který v roce 1913 uspořádal večeři na počest italského básníka, redaktora, uměleckého teoretika a zakladatele hnutí futuristů Filippo Tommaso Marinettiho, byl jedním z řady britských malířů v rodící se avantgardě, která byla stále více rozhořčena italskou arogancí. V červnu následujícího roku byl členem skupiny umělců, včetně W. Lewise, kteří oslavovali Marinettiho veřejné představení Battle of Adrianople. V příštím měsíci se stal jedním ze signatářů vorticistického manifestu, který vyšel v časopise BLAST. Poskytl také recenzi Kandinského díla Concerning The Spiritual In Art (Co se týče duchovního umění), jeho pohled na ducha umění a obrazy, které by se měly v časopise objevit.

## První světová válka

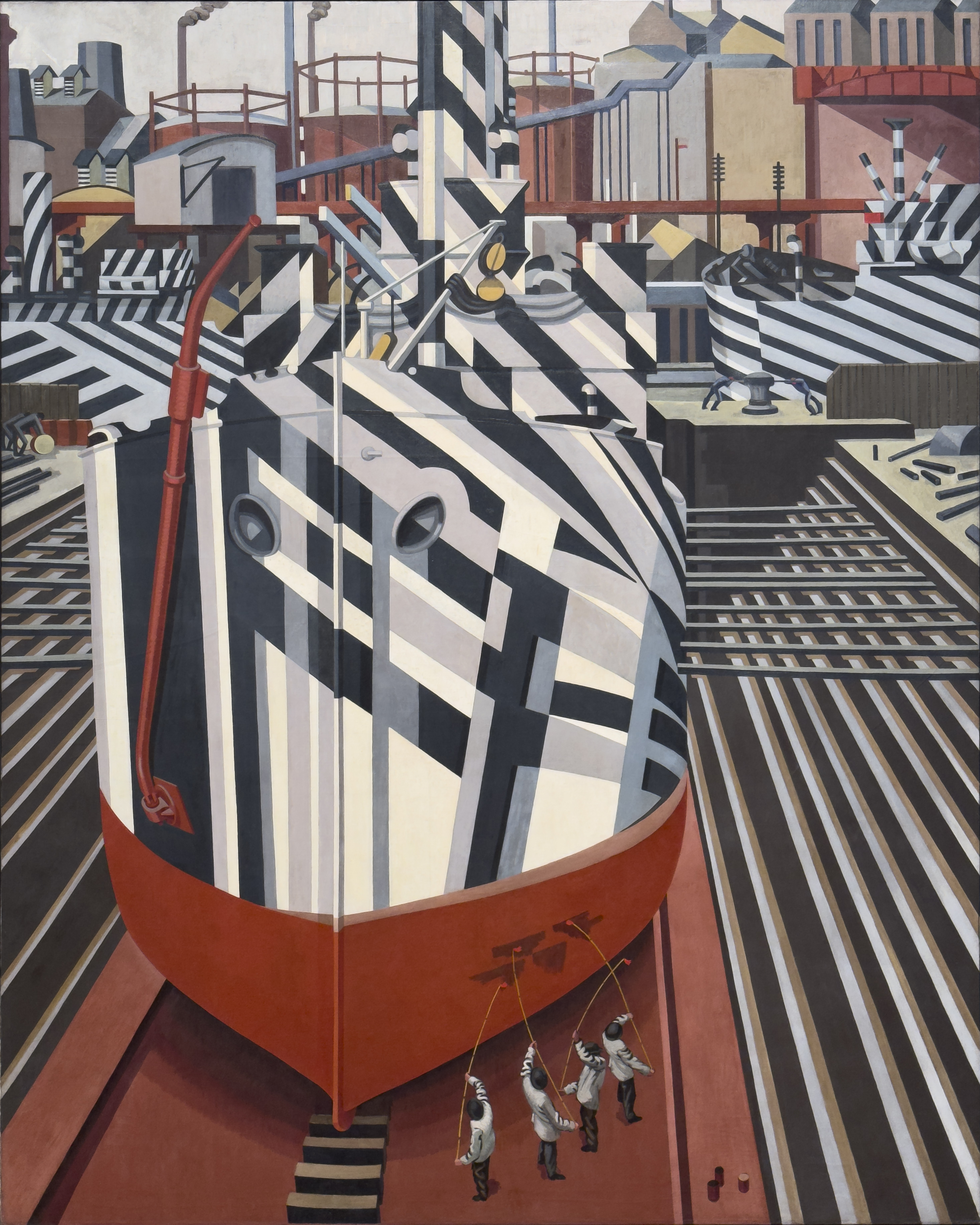
Dazzle-ships in Drydock at Liverpool (Lodě s oslepující kamufláží v suchém doku v Liverpoolu), olej na plátně, 1919

Třicet tři dny poté, co byl vydán Vorticistický manifest, byla vyhlášena válka Německu. Hnutí se přesto podařilo pokračovat až do roku 1915, kdy v červnu uspořádalo v Doré Gallery výstavu Vorticist Exhibition. Tehdy také vyšlo druhé vydání časopisu BLAST. Wadsworth svým dílem přispěl jak na výstavu, tak do časopisu BLAST, ale krátce poté vstoupil do řad válečného námořnictva. Jeho přítel, člen skupiny Vorticistů Henri Gaudier-Brzeska byl zabit na frontě. David Bomberg a Wyndham Lewis zjistili, že jejich víra v čistotu věku strojů byla vážně zpochybněna realitou zákopů. Wadsworth strávil válku v The Royal Naval Volunteer Reserve (Královská námořní dobrovolnická záloha) na ostrově Mudros až do svého propuštění z armády v roce 1917. Armádě přednášel kamuflážní návrhy na spojenecké lodě. Tato plavidla, známá jako Dazzle ships, nebyla maskovaná, aby se stala neviditelnými. Šlo o snahu s využitím myšlenek odvozených z Vorticismu a kubismu zmást německé válečné ponorky, kterým se tak znesnadnilo určit směr a rychlost lodí. Dazzle camouflage byla vynalezena a navržena Normanem Wilkinsonem, který byl velkým obdivovatelem moderních lodí a Wadsworth ve svém umění používal námořní témata po zbytek své kariéry.

## Po první světové válce
V roce 1919, po namalování svého nejznámějšího obrazu Dazzle-ships in Drydock at Liverpool (Lodě s oslepující kamufláží v suchém doku v Liverpoolu), Wadsworth opustil avantgardu 20. let a přijal realističtější styl a stal se členem modernistické umělecké skupiny Unit One. Ke konci života se jeho práce stávaly stále podivnější a neskutečnější, přestože on sám nikdy neměl formální vazby na surrealistické hnutí.

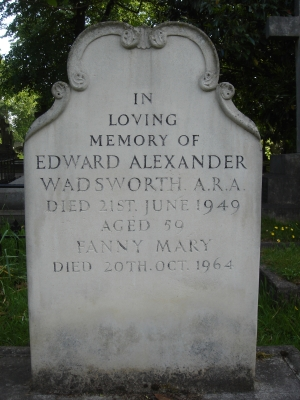
Náhrobek Edwarda Wadswortha na hřbitově Brompton v Londýně

Wadsworth zemřel 21. června 1949 a je pohřben na hřbitově Brompton Cemetery v Kensingtonu.

## Vliv
Grafický designér Peter Saville spatřil Wadsworthovův obraz Dazzle-ships in Drydock at Liverpool a byl obrazem fascinován. Navrhl Andymu McCluskeyovi, zakladateli hudební skupiny Orchestral Manoeuvres in the Dark použít tento obraz na přebal jejich alba Dazzle Ships (1983).

### Poznámka
1. ↑  Unit One bylo britské uskupení moderních umělců založené Paulem Nashem. Skupina zahrnovala malíře, sochaře a architekty a byla aktivní od roku 1933 do roku 1935.